# Charles Hedger
Charles Edward Alexander Hedger (ur. 18 września 1980 roku) – angielski muzyk, kompozytor, wokalista i instrumentalista. Absolwent London College of Music. Hedger zyskał popularność jako członek grupy Cradle of Filth w której grał na gitarze basowej, a następnie na gitarze elektrycznej. Od 2012 roku członek norweskiego zespołu blackmetalowego Mayhem. Muzyk używa sygnowanych gitar firmy Lag i wzmacniaczy gitarowych Peavey.

## Instrumentarium
Gitary
- Lag Arkane AP2000 BSH – Black Shadow[5]
- Lag Roxane RP2000 BSH – Black Shadow[5]
- Lag Roxane RP2000 PUH – Purple Haze[5]

Wzmacniacze
- Peavey JSX Signature Amplifier[6]

## Dyskografia
- Cradle of Filth - Peace Through Superior Firepower (DVD, 2005, Roadrunner Records)
- Cradle of Filth - Thornography (2006, Roadrunner Records)
- Imperial Vengeance - Death: August & Royal (EP, 2008, Imperial Vengeance)
- Imperial Vengeance - At the Going Down of the Sun (2009, Candlelight Records)
- Imperial Vengeance - Night Boat To Cairo (EP, 2009, Candlelight Records)
- Imperial Vengeance - 6th Airborne Division (DVD, 2010, Transcend Music)
- Imperial Vengeance - Black Heart of Empire (2011, Transcend Music)